# إليك جيبسون
إليك جيبسون (بالإنجليزية: Alec Gibson)‏ هو لاعب كرة قدم أمريكية أمريكي، ولد في 9 ديسمبر 1963 في كولومبوس في الولايات المتحدة.

## وصلات خارجية
- إليك جيبسون على موقع مرجع كرة القدم المحترفة.كوم (الإنجليزية)